# 黑匈牙利人
黑匈牙利人（Black Hungarians (Latin: Ungri Nigri) or Black Magyars），是馬札兒人八世纪末征服潘諾尼亞前一個半獨立部落。根據草原民族方向系统，黑是北方。
他們比其他馬札兒人保持更多傳统，甚至在伊什特万一世接受基督教後，仍堅持自己的信仰。
直到1008年，伊什特万一世對他們發動一次戰役，在1009年把他們打敗後可能安置在佩奇教区一帶。